# Euophrys semirufa
Euophrys semirufa là một loài nhện trong họ Salticidae.
Loài này thuộc chi Euophrys. Euophrys semirufa được Eugène Simon miêu tả năm 1884.